# دل هوس سبزه و صحرا ندارد
«دل هوس سبزه و صحرا ندارد» یا به‌اختصار «دل هوس...» تصنیفی در آواز سارنگ-ابوعطا از عارف قزوینی است که سال ۱۳۲۸ ه.ق ساخته شد.
سیما بینا، شهرام ناظری، علیرضا قربانی و  مهدی امامی تاکنون این تصنیف را اجرا کرده‌اند.

## ماجرای تصنیف
به‌نوشتهٔ عارف قزوینی در دیوانش، دل هوس سبزه و صحرا ندارد هنگامی ساخته شده که شاه مخلوع، محمدعلی‌شاه به‌تحریک روس‌ها وارد گموش‌تپه شده بوده است.